# 聽風者
《听风者》（英語：The Silent War）是2012年上映的悬疑劇情片，由麥兆輝、莊文強共同編劇、執導，改编自麦家長篇小說《暗算》中的《听风》一章，由梁朝伟和周迅主演，於2012年8月7日上映。本片是梁朝伟继《东邪西毒》、《地下铁》和《偷偷爱你》之后第四次饰演盲人角色，亦是梁朝偉繼《大魔術師》之後連續兩部與周迅合作。

## 剧情
故事背景设定于中华人民共和国建立初期。讲述一位具有特异功能的奇人，在儿时的一场意外中使得双目失明，但却具备超越常人的能力，面临拯救特情单位701的艰难任務。
讲述上世纪五十年代初，战幔绷张、敌我犬牙交错里，攸关国势命途的神秘机关“七零一”陷入空前危机，扭转局面的，居然是一来自民间的默默无闻的盲人，因为他，战局陡然扭转，围绕在这个奇人展开了一系列惊心动魄的事......

## 演員
| 演員   | 角色                       |
| 梁朝偉 | 何兵                       |
| 周迅   | 張學寧（粵語配音：周恩恩） |
| 范曉萱 | 沈靜（粵語配音：周奕勤）   |
| 王學兵 | 郭興中（粵語配音：謝天華） |
| 董勇   | 伍昌                       |
| 吳家麗 | 李太太                     |
| 單立文 | 羅三耳（程剛）             |
| 林威   | 楊船長                     |
| 唐群   | 何母                       |
| 張之亮 | 麻雀                       |
| 張海燕 | 馬太太                     |
| 甘婷婷 | 老闆娘                     |
| 方平   | 曹先生                     |

## 制作
2011年9月在上海開拍，同年12月20日拍攝完成。

## 獲獎與提名
| 授獎名稱               | 獎項                 | 姓名                                    | 結果 |
| ---------------------- | -------------------- | --------------------------------------- | ---- |
| 第13屆華語電影傳媒大獎 | 觀眾票選最受矚目表現 | 范曉萱                                  | 提名 |
| 第9屆中國華鼎獎        | 最佳女配角           | 范曉萱                                  | 獲獎 |
| 第49屆金馬獎           | 最佳女配角           | 范曉萱                                  | 提名 |
| 第49屆金馬獎           | 最佳音效             | Traithep Wongpaiboon, Nopawat Likitwong | 提名 |
| 第49屆金馬獎           | 最佳美術設計         | 文念中                                  | 提名 |
| 第49屆金馬獎           | 最佳造型設計         | 文念中                                  | 提名 |
| 第7屆亞洲電影大獎      | 最佳美術指導         | 文念中                                  | 提名 |
| 第7屆亞洲電影大獎      | 最佳造型設計         | 文念中                                  | 獲獎 |
| 第32屆香港電影金像獎   | 最佳編劇             | 麥兆輝、莊文強                          | 提名 |
| 第32屆香港電影金像獎   | 最佳男主角           | 梁朝偉                                  | 提名 |
| 第32屆香港電影金像獎   | 最佳女主角           | 周迅                                    | 提名 |
| 第32屆香港電影金像獎   | 最佳女配角           | 范曉萱                                  | 提名 |
| 第32屆香港電影金像獎   | 最佳攝影             | 潘耀明                                  | 獲獎 |
| 第32屆香港電影金像獎   | 最佳美術指導         | 文念中                                  | 提名 |
| 第32屆香港電影金像獎   | 最佳服裝造型設計     | 文念中                                  | 提名 |
| 第32屆香港電影金像獎   | 最佳原創電影音樂     | 陳光榮                                  | 提名 |

## 評價
- 香港蘋果日報：「《聽風者》不好看，剛好相反，很好看，而且是音響發燒迷必看的電影。」[2]
- 明報的石琪：「如果當作古龍式時裝武俠奇情片，《聽風者》拍得落力，然而刻劃國共諜戰就失真，不值得恭維。」[3]
- 搜狐娛樂：「《聽風者》作為電影，篇幅限制更大，於是幾乎删除了所有不相關背景，乃至於另起爐灶編情節，更顯著更單純去突出的是：感情。」[4]
- 新浪網：「當電眼梁朝偉成為盲人間諜，當滿臉是戲的周迅HOLD住悲情，再加上考究的美工和劇情，《聽風者》算得上一部順利完成任務的諜戰片，不失不過、不溫不火，成為經典可能不太行，但值回票價這個一定行。」[5]

| 上一届： 《冰川时代4》 | 2012年中国内地一周票房冠军 第32周 | 下一届： 《消失的子彈》 |

## 外部連結
- 《聽風者 （页面存档备份，存于）》在香港雅虎的電影頁面（繁體中文）
- Yahoo奇摩電影上《聽風者》的資料（繁體中文）
- 香港影庫上《聽風者》的資料（繁體中文）
- 開眼電影網上《聽風者》的資料（繁體中文）
- 时光网上《听风者》的資料（简体中文）
- 豆瓣电影上《听风者》的資料 （简体中文）
- 互联网电影数据库（IMDb）上《聽風者》的资料（英文）